# スザンヌ・ユンスコック

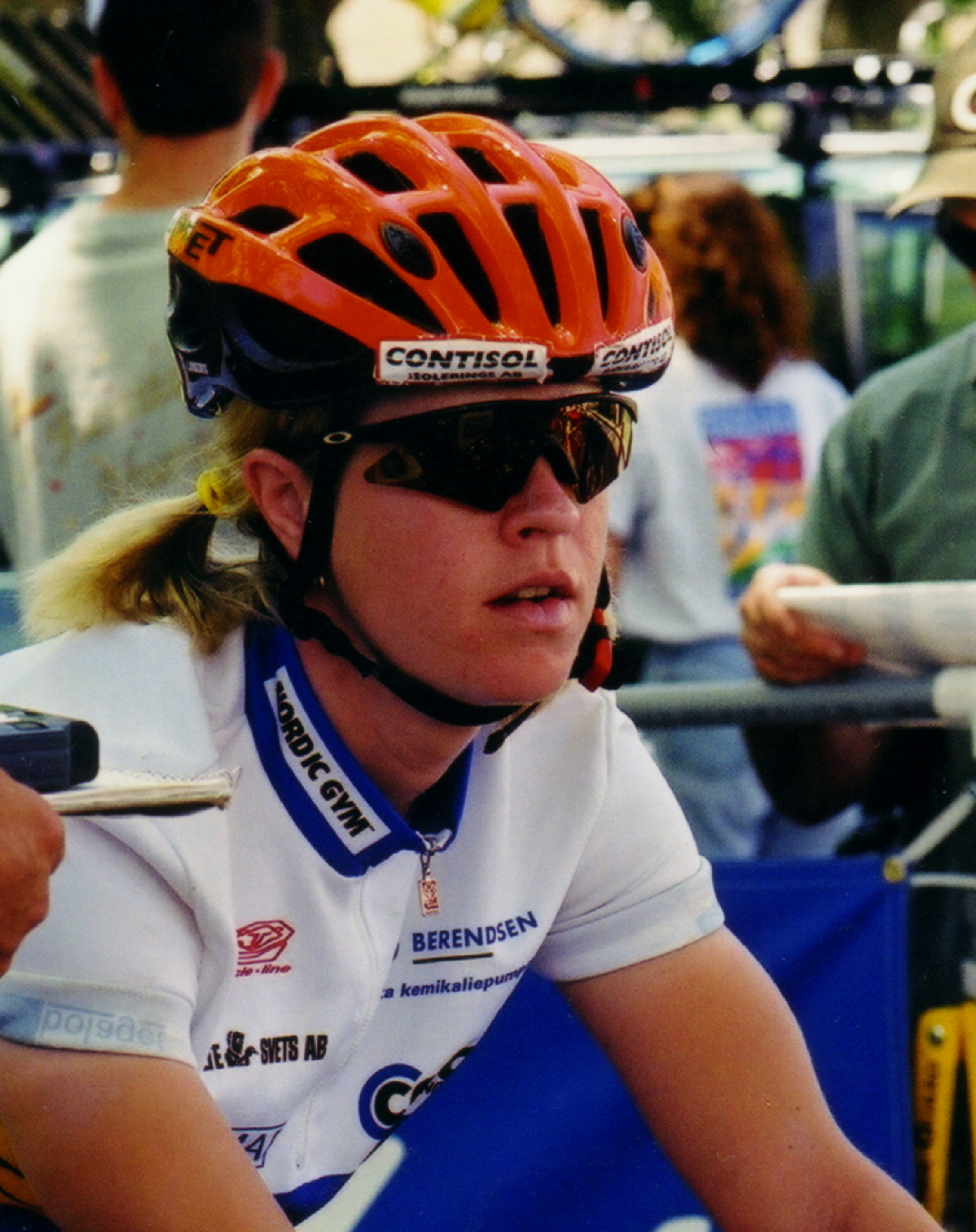
スザンヌ・ユンスコック

スザンヌ・ユンスコック（Susanne Ljungskog、1976年3月16日- ）は、スウェーデン、ハルムスタッド出身の女子自転車競技選手。
世界自転車選手権・個人ロードレースを2002年、2003年と連覇。ステージレースであるツール・ド・ロード・シクリスト・フェミナンも2007年、2008年に連覇している。また、1994年, 1996年, 1997年, 1998年, 2004年, 2006年にスウェーデンの個人ロードチャンピオンとなった他、スウェーデンの日刊紙である、スヴェンスカ・ダーグブラーデットが毎年選定している、スヴェンスカ・ダーグブラーデット・ゴールドメダル（スウェーデンの最優秀スポーツ選手賞）を2002年に受賞している。